# Кубок Англії з футболу 1885—1886
Кубок Англії з футболу 1885—1886 — 15-й розіграш найстарішого футбольного турніру у світі, Кубка виклику Футбольної Асоціації, також відомого як Кубок Англії. Втретє поспіль титул здобув Блекберн Роверз.

## Перший раунд
Клуби Дарлінгтон та Волсолл Свіфтс пройшли до наступного раунду після жеребкування.
| Дата                     | Господарі               | Рахунок                   | Гості                            |
| ------------------------ | ----------------------- | ------------------------- | -------------------------------- |
| 17 жовтня                | Дарвен Олд Вондерерс    | 11:0                      | Бернлі                           |
| 17 жовтня                | Болтон Вондерерз        | 6:0                       | Іглі                             |
| 17 жовтня                | Аккрінгтон              | 5:4                       | Віттон                           |
| 17 жовтня                | Волсолл Таун            | 0:5                       | Астон Вілла                      |
| 17 жовтня                | Хаєр Волтон             | 3:4                       | Саут Шор                         |
| 17 жовтня                | Лінкольн Ліндум         | 4:0                       | Грімсбі-енд-Дістрікт             |
| 17 жовтня                | Терд Ланарк             | 4:2                       | Блекберн Парк Роад               |
| 19 жовтня                | Шеффілд Гілі            | 2:1                       | Екінгтон Воркс                   |
| 24 жовтня                | Аптон Парк              | 4:2                       | Юнайтед Лондон Скоттіш           |
| 24 жовтня                | Ноттс Каунті            | 15:0                      | Ротергем Таун                    |
| 24 жовтня                | Гендон                  | 0:4                       | Клептон                          |
| 24 жовтня                | Клітроу                 | 0:2                       | Блекберн Роверз                  |
| 24 жовтня                | Редкар                  | 3:0                       | Сандерленд                       |
| 24 жовтня                | Россендейл              | 6:2                       | Лоу Мур                          |
| 24 жовтня                | Гартфорд Сент-Джонс     | 1:3                       | Ньютаун                          |
| 24 жовтня                | Боллінгтон              | 0:5                       | Освестрі Таун                    |
| 24 жовтня                | Барслем Порт Вейл       | 3:0                       | Черк                             |
| 24 жовтня                | Гейнсборо Триніті       | 4:1                       | Грантем                          |
| 31 жовтня                | Дарвен                  | 2:2                       | Дербі Джанкшн                    |
| 7 листопада Перегравання | Дарвен                  | 4:0                       | Дербі Джанкшн                    |
| 31 жовтня                | Далвіч                  | 1:2                       | Саут Редінг                      |
| 31 жовтня                | Престон Норт-Енд        | +:-                       | Грейт Лівер                      |
| 31 жовтня                | Сток                    | 2:2                       | Кру Александра                   |
| 7 листопада Перегравання | Кру Александра          | 1:0                       | Сток                             |
| 31 жовтня                | Барнс                   | 1:7                       | Лансінг Олд Бойс                 |
| 31 жовтня                | Роял Енджинірс          | 1:5                       | Олд Форестерс                    |
| 31 жовтня                | Марлоу                  | 3:0                       | Лутон Таун                       |
| 31 жовтня                | Клепем Роверз           | 12:0                      | 1-й Суррейський стрілецький полк |
| 31 жовтня                | Квінз Парк              | 5:1                       | Партік Тісл                      |
| 31 жовтня                | Олд Ітоніанс            | +:-                       | Борнмут Роверз                   |
| 31 жовтня                | Свіфтс                  | 7:1                       | Кежуалс                          |
| 31 жовтня                | Рочестер                | 6:1                       | Редінг                           |
| 31 жовтня                | Олд Вайкгемістс         | 5:0                       | Аксбрідж                         |
| 31 жовтня                | Олд Гарровіанс          | +:-                       | Сент-Джеймс                      |
| 31 жовтня                | Ноттінгем Форест        | 6:2                       | Меллорс Лімітед                  |
| 31 жовтня                | Брентвуд                | 3:0                       | Мейденгед                        |
| 31 жовтня                | Гановер Юнайтед         | 1:1                       | Ромфорд                          |
| 7 листопада Перегравання | Ромфорд                 | 3:0                       | Гановер Юнайтед                  |
| 31 жовтня                | Стаффорд Роад           | 7:0                       | Матлок                           |
| 31 жовтня                | Блекберн Олімпік        | 4:2 (результат скасовано) | Чарч                             |
| 4 листопада Перегравання | Чарч                    | 2:2                       | Блекберн Олімпік                 |
| 9 листопада Перегравання | Чарч                    | 3:1                       | Блекберн Олімпік                 |
| 31 жовтня                | Астлі Брідж             | 3:2                       | Саутпорт Централ                 |
| 31 жовтня                | Стейвелі                | 1:1                       | Мексбро                          |
| 4 листопада Перегравання | Стейвелі                | +:-                       | Мексбро                          |
| 31 жовтня                | Смол Гіт Альянс         | 9:2                       | Бертон Вондерерз                 |
| 31 жовтня                | Венсбері Олд Атлетік    | 5:1                       | Бертон Свіфтс                    |
| 31 жовтня                | Локвуд Братерс          | 2:2                       | Ноттс Рейнджерс                  |
| 4 листопада Перегравання | Ноттс Рейнджерс         | 4:0                       | Локвуд Братерс                   |
| 31 жовтня                | Чатем                   | 0:2                       | Олд Картузіанс                   |
| 31 жовтня                | Голлівелл               | 2:1                       | Фішвік Рамблерс                  |
| 31 жовтня                | Маклсфілд Таун          | 4:1                       | Нортвіч Вікторія                 |
| 31 жовтня                | Олд Вестмінстер         | 3:1                       | Готспур                          |
| 31 жовтня                | Вулвергемптон Вондерерз | 7:0                       | Дербі Сент-Люкс                  |
| 31 жовтня                | Бірмінгем Ексельсіор    | 1:2                       | Дербі Мідленд                    |
| 31 жовтня                | Дейвенгем               | 2:1                       | Голденгілл                       |
| 31 жовтня                | Герст                   | 2:1 (результат скасовано) | Бредшоу                          |
| 4 листопада Перегравання | Бредшоу                 | 1:1 (результат скасовано) | Герст                            |
| 9 листопада Перегравання | Герст                   | 3:2                       | Бредшоу                          |
| 31 жовтня                | Лонг Ітон Рейнджерс     | 2:0                       | Венсдей                          |
| 31 жовтня                | Мідлсбро                | +:-                       | Горнкастл                        |
| 31 жовтня                | Вест-Бромвіч Альбіон    | 2:0                       | Астон Юніті                      |
| 31 жовтня                | Падігем                 | +:-                       | Гарт оф Мідлотіан                |
| 31 жовтня                | Лік                     | 6:3                       | Рексем Олімпікс                  |
| 31 жовтня                | Ньюарк                  | 0:3                       | Шеффілд                          |
| 31 жовтня                | Ноттінгем Вондерерз     | 2:2                       | Ноттс Олімпік                    |
| 7 листопада Перегравання | Ноттс Олімпік           | 4:1                       | Ноттінгем Вондерерз              |
| 31 жовтня                | Дербі Каунті            | 3:0                       | Мітчелл Сент-Джорджс             |
| 31 жовтня                | Олд Брайтоніенс         | 2:1                       | Актон                            |
| 31 жовтня                | Роутенстол              | +:-                       | Рейнджерс                        |
| 31 жовтня                | Лінкольн Сіті           | 0:2                       | Грімсбі Таун                     |
| 31 жовтня                | Лутон Вондерерз         | 3:2                       | Чешам                            |
| 31 жовтня                | Освальдтвістл Роверз    | 3:1                       | Ловер Дарвен                     |
| 31 жовтня                | Стаффорд Рейнджерс      | 1:4                       | Друїдс                           |

## Другий раунд
До другого раунду увійшли переможці першого раунду.
Клуби Клепем Роверз та Ромфорд пройшли до наступного раунду після жеребкування.
| Дата                      | Господарі               | Рахунок                                   | Гості                |
| ------------------------- | ----------------------- | ----------------------------------------- | -------------------- |
| 14 листопада              | Брентвуд                | 6:1                                       | Лансінг Олд Бойс     |
| 14 листопада              | Смол Гіт Альянс         | 3:1                                       | Дарвен               |
| 14 листопада              | Дербі Каунті            | 2:0                                       | Астон Вілла          |
| 18 листопада              | Престон Норт-Енд        | 11:3                                      | Астлі Брідж          |
| 18 листопада              | Герст                   | 3:1 (результат скасовано)                 | Голлівелл            |
| 28 листопада Перегравання | Голлівелл               | +:-                                       | Герст                |
| 21 листопада              | Марлоу                  | 6:1                                       | Олд Ітоніанс         |
| 21 листопада              | Свіфтс                  | 5:1                                       | Рочестер             |
| 21 листопада              | Друїдс                  | 2:2                                       | Барслем Порт Вейл    |
| 28 листопада Перегравання | Барслем Порт Вейл       | 5:1                                       | Друїдс               |
| 21 листопада              | Олд Вайкгемістс         | 10:0                                      | Лутон Вондерерз      |
| 21 листопада              | Олд Гарровіанс          | 2:1                                       | Олд Форестерс        |
| 21 листопада              | Ноттс Каунті            | 8:0                                       | Шеффілд              |
| 21 листопада              | Ноттінгем Форест        | 4:1                                       | Ноттс Олімпік        |
| 21 листопада              | Блекберн Роверз         | 1:0                                       | Освальдтвістл Роверз |
| 21 листопада              | Олд Картузіанс          | 6:0                                       | Аптон Парк           |
| 21 листопада              | Шеффілд Гілі            | 1:6                                       | Ноттс Рейнджерс      |
| 21 листопада              | Грімсбі Таун            | 8:0                                       | Дарлінгтон           |
| 21 листопада              | Саут Шор                | +:-                                       | Квінз Парк           |
| 21 листопада              | Чарч                    | +:-                                       | Терд Ланарк          |
| 21 листопада              | Освестрі Таун           | 1:1 (Освестрі Таун був дискваліфікований) | Кру Александра       |
| 21 листопада              | Саут Редінг             | 1:1 (Клептон був дискваліфікований)       | Клептон              |
| 21 листопада              | Олд Вестмінстер         | 3:0                                       | Олд Брайтоніенс      |
| 21 листопада              | Редкар                  | 2:0                                       | Лінкольн Ліндум      |
| 21 листопада              | Вулвергемптон Вондерерз | 4:2                                       | Стаффорд Роад        |
| 21 листопада              | Россендейл              | 9:1                                       | Падігем              |
| 21 листопада              | Дербі Мідленд           | 1:3                                       | Волсолл Свіфтс       |
| 21 листопада              | Дейвенгем               | 8:1                                       | Маклсфілд Таун       |
| 21 листопада              | Лонг Ітон Рейнджерс     | 1:4                                       | Стейвелі             |
| 21 листопада              | Вест-Бромвіч Альбіон    | 3:2                                       | Венсбері Олд Атлетік |
| 21 листопада              | Лік                     | +:-                                       | Ньютаун              |
| 21 листопада              | Дарвен Олд Вондерерс    | 2:1                                       | Аккрінгтон           |
| 21 листопада              | Роутенстол              | 3:3 (Роутенстол був дискваліфікований)    | Болтон Вондерерз     |
| 21 листопада              | Гейнсборо Триніті       | 1:2                                       | Мідлсбро             |

## Третій раунд
До третього раунду увійшли переможці другого раунду.
Клуби Брентвуд, Олд Картузіанс, Редкар та Вест-Бромвіч Альбіон пройшли до наступного раунду після жеребкування.
| Дата         | Господарі               | Рахунок                                      | Гості                |
| ------------ | ----------------------- | -------------------------------------------- | -------------------- |
|              | Марлоу                  | -:- (обидві команди були дискваліфіковані)   | Олд Вайкгемістс      |
|              | Свіфтс                  | +:- (Свіфтс був дискваліфікований)           | Олд Гарровіанс       |
|              | Саут Редінг             | +:- (Клепем Роверз був дискваліфікований)    | Клепем Роверз        |
| 5 грудня     | Блекберн Роверз         | 6:1                                          | Дарвен Олд Вондерерс |
| 12 грудня    | Ноттс Каунті            | 3:0                                          | Ноттс Рейнджерс      |
| 12 грудня    | Стейвелі                | 2:1                                          | Ноттінгем Форест     |
| 12 грудня    | Смол Гіт Альянс         | 4:2                                          | Дербі Каунті         |
| 12 грудня    | Болтон Вондерерз        | 2:3 (Престон Норт-Енд був дискваліфікований) | Престон Норт-Енд     |
| 12 грудня    | Чарч                    | 5:1                                          | Россендейл           |
| 12 грудня    | Олд Вестмінстер         | 5:1                                          | Ромфорд              |
| 12 грудня    | Вулвергемптон Вондерерз | 2:1                                          | Волсолл Свіфтс       |
| 12 грудня    | Дейвенгем               | 2:1                                          | Кру Александра       |
| 19 грудня    | Голлівелл               | 1:6                                          | Саут Шор             |
| 19 грудня    | Мідлсбро                | 2:1                                          | Грімсбі Таун         |
| 19 грудня    | Лік                     | 2:3 (результат був скасований)               | Барслем Порт Вейл    |
| Перегравання | Барслем Порт Вейл       | +:-                                          | Лік                  |

## Четвертий раунд
До четвертого раунду увійшли переможці третього раунду.
Клуби Свіфтс, Блекберн Роверз, Ноттс Каунті, Стейвелі, Олд Картузіанс, Смол Гіт Альянс, Болтон Вондерерз, Чарч, Саут Шор, Олд Вестмінстер, Редкар, Дейвенгем, Мідлсбро та Барслем Порт Вейл пройшли до наступного раунду після жеребкування.
| Дата    | Господарі            | Рахунок | Гості                   |
| ------- | -------------------- | ------- | ----------------------- |
| 2 січня | Саут Редінг          | 0:3     | Брентвуд                |
| 2 січня | Вест-Бромвіч Альбіон | 3:1     | Вулвергемптон Вондерерз |

## П'ятий раунд
До п'ятого раунду увійшли переможці четвертого раунду.
| Дата                  | Господарі            | Рахунок                   | Гості             |
| --------------------- | -------------------- | ------------------------- | ----------------- |
|                       | Олд Вестмінстер      | +:-                       | Болтон Вондерерз  |
| 16 січня              | Дейвенгем            | 1:2                       | Смол Гіт Альянс   |
| 16 січня              | Чарч                 | 2:6                       | Свіфтс            |
| 16 січня              | Барслем Порт Вейл    | 2:1 (результат скасовано) | Брентвуд          |
| 30 січня Перегравання | Брентвуд             | 3:3                       | Барслем Порт Вейл |
| Перегравання          | Брентвуд             | +:-                       | Барслем Порт Вейл |
| 23 січня              | Блекберн Роверз      | 7:1                       | Стейвелі          |
| 23 січня              | Саут Шор             | 2:1                       | Ноттс Каунті      |
| 23 січня              | Редкар               | 2:1                       | Мідлсбро          |
| 23 січня              | Вест-Бромвіч Альбіон | 1:0                       | Олд Картузіанс    |

## Шостий раунд
До шостого раунду увійшли переможці п'ятого раунду.
| Дата      | Господарі            | Рахунок | Гості           |
| --------- | -------------------- | ------- | --------------- |
| 13 лютого | Саут Шор             | 1:2     | Свіфтс          |
| 13 лютого | Смол Гіт Альянс      | 2:0     | Редкар          |
| 13 лютого | Вест-Бромвіч Альбіон | 6:0     | Олд Вестмінстер |
| 27 лютого | Брентвуд             | 1:3     | Блекберн Роверз |

## Півфінали
У півфіналах зіграли команди, що перемогли на попередньому етапі.
| Дата       | Господарі            | Рахунок | Гості           |
| ---------- | -------------------- | ------- | --------------- |
| 6 березня  | Вест-Бромвіч Альбіон | 4:0     | Смол Гіт Альянс |
| 13 березня | Блекберн Роверз      | 2:1     | Свіфтс          |

## Фінал
| 3 квітня 1886 |

| Блекберн Роверз | 0:0      | Вест-Бромвіч Альбіон |
| --------------- | -------- | -------------------- |
|                 | Протокол |                      |

| Кеннінгтон Овал, Лондон Глядачів: 17 000 Арбітр: Майор Френсіс Мариндін |

Перегравання
| 10 квітня 1886 |

| Блекберн Роверз  | 2:0      | Вест-Бромвіч Альбіон |
| ---------------- | -------- | -------------------- |
| Браун Совербаттс | Протокол |                      |

| Рейскурс Граунд, Дербі Глядачів: 12 000 Арбітр: Майор Френсіс Мариндін |